# Сітне
Сітне (пол. Sitne) — село в Польщі, у гміні Ядув Воломінського повіту Мазовецького воєводства.
Населення — 569 осіб (2011).
У 1975-1998 роках село належало до Седлецького воєводства.

## Демографія
Демографічна структура станом на 31 березня 2011 року:
|          | Загалом | Допрацездатний вік | Працездатний вік | Постпрацездатний вік |
| -------- | ------- | ------------------ | ---------------- | -------------------- |
| Чоловіки | 286     | 57                 | 201              | 28                   |
| Жінки    | 283     | 54                 | 166              | 63                   |
| Разом    | 569     | 111                | 367              | 91                   |